# 門田裕一
門田 裕一（かどた ゆういち）は、日本の植物学者。国立科学博物館の名誉研究員として知られている。専門は植物の分類学と地理学である。特に中国とヒマラヤの植物に深い関心を持ち、キンポウゲ科やキク科の研究で著名である。

## 主な著作
- フィールド版 改訂新版 日本の野生植物Ⅰ・Ⅱ  野山に持ち運べるコンパクト図鑑で、全2冊から成る。
- 改訂新版 日本の野生植物 1～5＋総索引  新しい系統分類体系APGⅢを採用した全5巻と総索引からなる。

これらの著作は、平凡社から出版されており、植物学の研究者や愛好家にとって貴重な資料となっている。また、門田は昆虫にも詳しい。